# Адріан Паласіос
Адріа́н Хосе́ Пала́сіос Ерна́ндес (ісп. Adrián José Palacios Hernández; нар. 7 червня 2004, Альберто Адріані) — венесуельський футболіст, захисник бельгійського клубу «Генк».

## Клубна кар'єра
Почав займатися футболом в юнацькій команді «Тітанес», а 2022 року приєднався до структури колумбійського «Депортіво» (Калі). Розпочав кар'єру в команді до 20 років, а з серпня 2022 року переведений до першої команди «Депортіво». 7 серпня 2022 року дебютував за «Депортіво» у матчі Категорії Прімери А проти «Мільйонаріоса», замінивши Кевіна Саласара. Всього в сезоні 2022 зіграв 5 поєдинків. Наступний сезон 2023 провів за молодіжний склад «Депортіво», а в січні 2024 року переведений до першої команди. 10 лютого 2024 року зіграв перший матч в сезоні проти клубу «Бояка Чіко».
20 червня 2024 року перейшов в бельгійський клуб «Генк», підписавши чотирирічний контракт. 15 вересня дебютував за фарм-клуб «Йонг Генк» в матчі Челледжер Про-ліги проти «Беверена», вийшовши в стартовому складі. 30 жовтня дебютував в основному складі «Генка» в поєдинку Кубка Бельгії проти «Беверена», замінивши Йоріса Каємбе. 18 травня 2025 року в матчі проти «Гента» дебютував у бельгійській Про-лізі.

## Кар'єра в збірній
Виступав за збірну Венесуели до 20 років.

## Статистика виступів
Станом на 18 травня 2025
| Клуб              | Сезон             | Чемпіонат           | Чемпіонат | Чемпіонат | Кубок | Кубок | Континентальні | Континентальні | Всього | Всього |
| Клуб              | Сезон             | Дивізіон            | Матчі     | Голи      | Матчі | Голи  | Матчі          | Голи           | Матчі  | Голи   |
| ----------------- | ----------------- | ------------------- | --------- | --------- | ----- | ----- | -------------- | -------------- | ------ | ------ |
| Депортіво (Калі)  | 2022              | Категорія Прімера A | 5         | 0         | —     | —     | 0              | 0              | 5      | 0      |
| Депортіво (Калі)  | 2023              | Категорія Прімера A | 0         | 0         | 0     | 0     | 0              | 0              | 0      | 0      |
| Депортіво (Калі)  | 2024              | Категорія Прімера A | 7         | 0         | 0     | 0     | 0              | 0              | 7      | 0      |
| Депортіво (Калі)  | Всього            | Всього              | 12        | 0         | 0     | 0     | 0              | 0              | 12     | 0      |
| Йонг Генк         | 2024–25           | Челленджер Про-ліга | 15        | 0         | 0     | 0     | —              | —              | 15     | 0      |
| Генк              | 2024–25           | Про-ліга            | 1         | 0         | 1     | 0     | 0              | 0              | 2      | 0      |
| Генк              | 2025–26           | Про-ліга            | 1         | 0         | 0     | 0     | 0              | 0              | 1      | 0      |
| Генк              | Всього            | Всього              | 2         | 0         | 1     | 0     | 0              | 0              | 3      | 0      |
| Всього за кар'єру | Всього за кар'єру | Всього за кар'єру   | 29        | 0         | 1     | 0     | 0              | 0              | 30     | 0      |